# Hilara chvalai
Hilara chvalai är en tvåvingeart som beskrevs av Straka 1976. Hilara chvalai ingår i släktet Hilara och familjen dansflugor. Inga underarter finns listade i Catalogue of Life.